# 中国农业机械化协会
中国农业机械化协会为中国大陆农业机械行业的社会组织。1993年成立，原名为中国农机鉴定检测协会，2009年1月更为现名。协会由中华人民共和国农业农村部和民政部指导监督管理，挂靠在农业农村部农业机械试验鉴定总站。